# 800-km-Rennen von Selangor 1985

Streckenlayout des Shah Alam Circuit 1985

Das 800-km-Rennen von Selangor 1985, auch Malaysia 800 Selangor, Shah Alam, fand am 1. Dezember auf dem Shah Alam Circuit statt und war der zehnte und letzte Wertungslauf der Sportwagen-Weltmeisterschaft dieses Jahres.

## Das Rennen
Das Rennen in Shah Alam war der erste Wertungslauf der Sportwagen-Weltmeisterschaft in Asien außerhalb Japans. Austragungsort war der Shah Alam Circuit im malaysischen Bundesstaat Selangor. Die von Hans Hugenholtz geplante Strecke hatte 1968 mit dem Großen Preis von Malaysia ihr Eröffnungsrennen. Anfang der 1980er-Jahre fanden umfangreiche Renovierungen und Erweiterungen statt, die vor dem 800-km-Rennen abgeschlossen waren. Sowohl die Zahl der teilnehmenden Rennteams wie die der Zuschauer an der Strecke blieb weit hinter den Erwartungen der Veranstalter zurück. Da Marken- und Fahrer-Weltmeisterschaft längst entschieden waren, blieb unter anderem das Werksteam von Lancia dem Rennen fern. Die Marken-Weltmeisterschaft für Rennteams endete mit dem Erfolg des Porsche-Werksteams. Die Piloten Derek Bell und Hans-Joachim Stuck gewannen die Fahrer-Weltmeisterschaft. In Shah Alam siegten die Teamkollegen Jochen Mass und Jacky Ickx mit dem Vorsprung von 1 Minute und 20 Sekunden auf den Jaguar von Mike Thackwell, John Nielsen und Jan Lammers.

## Ergebnisse

### Schlussklassement
| 1               | C1 | 1   | Rothmans Porsche        | Jochen Mass Jacky Ickx                                                          | Porsche 962C    | 217 |
| 2               | C1 | 51  | TWR Jaguar              | Mike Thackwell John Nielsen Jan Lammers                                         | Jaguar XJR-6    | 217 |
| 3               | C1 | 69  | Rothmans Porsche        | Vern Schuppan James Weaver                                                      | Porsche 956     | 208 |
| 4               | C1 | 33  | John Fitzpatrick Racing | Franz Konrad Andrew Miedecke                                                    | Porsche 956B    | 205 |
| 5               | C1 | 18  | Brun Motorsport         | Oscar Larrauri Massimo Sigala Frank Jelinski                                    | Porsche 956     | 195 |
| 6               | C2 | 75  | ADA Engineering         | Evan Clements Richard Piper Ian Harrower                                        | Gebhardt JC843  | 191 |
| 7               | C2 | 82  | Griffo Autoracing       | Pasquale Barberio Jean-Pierre Frey John Nicholson                               | Alba AR3        | 189 |
| 8               | C1 | 34  | Cosmik Racing           | Christian Danner Costas Los                                                     | March 84G       | 187 |
| 9               | C2 | 99  | Roy Baker Promotions    | Michael Hall David Palmer                                                       | Tiga GC284      | 182 |
| 10              | C2 | 88  | Ark Racing              | Max Payne David Andrews                                                         | Ceekar 83J-1    | 175 |
| 11              | C2 | 100 | Bartlett Chevron Racing | Kenneth Leim Robin Smith Robin Donovan                                          | Chevron B62     | 146 |
| Disqualifiziert |    |     |                         |                                                                                 |                 |     |
| 12              | C2 | 98  | Roy Baker Promotions    | Duncan Bain Andy Wallace Roy Baker                                              | Tiga GC285      | 106 |
| Ausgefallen     |    |     |                         |                                                                                 |                 |     |
| 13              | C1 | 2   | Rothmans Porsche        | Hans-Joachim Stuck Derek Bell                                                   | Porsche 956 PDK | 183 |
| 14              | C2 | 74  | Gebhardt Motosport      | Stanley Dickens Walter Lechner                                                  | Gebhardt JC853  | 58  |
| 15              | C2 | 52  | TWR Jaguar              | Jan Lammers Gianfranco Brancatelli                                              | Jaguar XJR-6    | 19  |
| Nicht gestartet |    |     |                         |                                                                                 |                 |     |
| 16              | C1 | 8   | Joest Racing            | Paolo Barilla Louis Krages                                                      | Porsche 956     | 1   |
| 17              | C1 | 1T  | Rothmans Porsche        | Jochen Mass Jacky Ickx Vern Schuppan James Weaver Hans-Joachim Stuck Derek Bell | Porsche 962C    | 2   |

1 Unfall im Training
2 Trainingswagen

### Nur in der Meldeliste
Hier finden sich Teams, Fahrer und Fahrzeuge, die ursprünglich für das Rennen gemeldet waren, aber aus den unterschiedlichsten Gründen daran nicht teilnahmen.
| Pos. | Klasse | Nr. | Team          | Fahrer                        | Chassis       |
| ---- | ------ | --- | ------------- | ----------------------------- | ------------- |
| 18   | C1     | 47  | Italya Sports | Henri Pescarolo Lucio Cesario | Lancia LC2-84 |

### Klassensieger
| Klasse | Fahrer        | Fahrer        | Fahrer       | Fahrzeug       | Platzierung im Gesamtklassement |
| ------ | ------------- | ------------- | ------------ | -------------- | ------------------------------- |
| C1     | Jochen Mass   | Jacky Ickx    |              | Porsche 962C   | Gesamtsieg                      |
| C2     | Evan Clements | Richard Piper | Ian Harrower | Gebhardt JC843 | Rang 6                          |

### Renndaten
- Gemeldet: 18
- Gestartet: 15
- Gewertet: 11
- Rennklassen: 2
- Zuschauer: 8000
- Wetter am Renntag: warum und leichter Regen zur Rennmitte
- Streckenlänge: 3,693 km
- Fahrzeit des Siegerteams: 5:32:03,340 Stunden
- Gesamtrunden des Siegerteams: 217
- Gesamtdistanz des Siegerteams: 801,381 km
- Siegerschnitt: 144,804 km/h
- Pole Position: Jochen Mass – Porsche 962C (#1) – 1:21,330
- Schnellste Rennrunde: Jochen Mass – Porsche 962C (#1) – 1:24,520 = 157,650 km/h
- Rennserie: 10. Lauf zur Sportwagen-Weltmeisterschaft 1985